# Cleator Moor
Cleator Moor – miasto i civil parish w Wielkiej Brytanii, w Anglii, w regionie North West England, w hrabstwie Kumbria, w dystrykcie (unitary authority) Cumberland. Leży 5,6 km od miasta Whitehaven, 55,9 km od miasta Carlisle i 405,9 km od Londynu. W 2011 roku civil parish liczyła 6936 mieszkańców.
W tym mieście a swą siedzibę klub piłkarski – Cleator Moor Celtic F.C.